# Janine Chasseguet-Smirgelová
Janine Chasseguet-Smirgelová [žanin šasege-smirgel] (1928 Paříž – 5. března 2006) byla francouzská psychoanalytička židovského původu, která zkoumala především vztah perverze a kultury, roli tzv. ego-ideálu, kastrace a primárního narcismu.

## Život
Narodila se v Paříži židovským rodičům; ztratila mnoho příbuzných během Holokaustu.
Patřila k předním psychoanalytikům, v letech 1983–1989 byla viceprezidentkou Mezinárodní psychoanalytické asociace. Byla též profesorkou na University College v Londýně a na univerzitě Lille Nord ve Francii.
Po 2. světové válce byla členkou Komunistické strany Francie, avšak vystoupila z ní na protest proti sovětské okupaci Maďarska roku 1956. Při studentských bouřích roku 1968 se od levice zcela odvrátila a kritizovala revoltující mládež za to, že jejich vzpoura není politická, ale narcistická. Posléze kritizovala ze stejných pozic politický utopismus jako takový a symbolickou figurou, na níž narcistickou podstatu utopismu ukazovala, byl freud-marxista Wilhelm Reich.
Později oponovala též Jacquesi Lacanovi (svou známou teorii zrcadlové fáze Lacan zformuloval v přímé polemice se Chasseguet-Smirgelovou) a postmodernistickým autorům Gillesi Deleuzeovi a Felixu Guattarimu. Kritizovala Freudův i Lacanův falocentrismus a reformulovala při té příležitosti Freudovy koncepty kastrace a závisti penisu u dívek.
Populární se stala její práce o vztahu kreativity a perverze.